# Zdolność bojowa
Zdolność bojowa (zdolność operacyjna) – właściwości struktur wojskowych przejawiające się w ich możliwościach bojowych do wykonywania określonych zadań niezależnie od pory roku, doby, warunków atmosferycznych i właściwości terenu.
Zdolność operacyjna (bojowa) określa stan możliwości danej jednostki do podjęcia określonych działań, na obszarze kraju lub poza jego granicami, samodzielnie lub we współdziałaniu z innymi wojskami, w określonym czasie i przestrzeni, w określonych warunkach, zgodnie z operacyjnym przeznaczeniem.
Na stan zdolności operacyjnej  ma wpływ między innymi struktura organizacyjna, potencjał sił i środków, stopień wyszkolenia, ukompletowania w sprzęt wojskowy oraz odpowiedni stan zapasów materiałowych.

## Wyznaczniki zdolności bojowej (operacyjnej)
Do wyznaczników zdolności bojowej zalicza się : 
- sprawnie funkcjonujący system dowodzenia
- zorganizowany system rozpoznania
- skuteczny i żywotny system rażenia i zabezpieczenia działań
- możliwości do prowadzenia działań manewrowych w tym zdolność do przegrupowania na duże odległości
- odpowiedni poziom wyszkolenia i zgrania poszczególnych elementów struktury organizacyjnej
- sprawnie funkcjonujący system zasilania logistycznego
- zdolność do działania w różnorodnym środowisku operacji
- zdolność działania w układzie wielonarodowym (interoperacyjność)

## Zachowanie zdolności bojowej wojsk
Zachowanie zdolności bojowej wojsk to jedna z zasad sztuki wojennej. Wymaga ona takiego postępowania podczas przygotowania i prowadzenia walki oraz po walce, które umożliwiałoby osiągnięcie celu z jak najmniejszymi stratami własnymi i zapewniało ciągłą gotowość wojsk do wykonywania kolejnych zadań bojowych. Wymusza na dowódcach taką organizację działań, aby możliwe było sukcesywne zamienianie walczących oddziałów, a po wyprowadzeniu ich z walki zapewnienie szybkiego odtworzenia zdolności bojowej. Oddziały mogą posiadać pełną zdolność bojową oraz ograniczoną, czyli taką, która pozwala na wykonanie tylko niektórych zadań bojowych. O zdolności bojowej wojsk w walce decydują także: umiejętność uchylania się od uderzeń; szybkie odtwarzanie potencjału bojowego oddziałów oraz sprawności bojowej środków walki i dowodzenia. Istotnym warunkiem sprawnego osiągania i odtwarzania zdolności bojowej jest nagromadzenie i odpowiednie rozmieszczenie zapasów materiałowych oraz zapewnienie zdatności technicznej uzbrojenia i sprzętu wojskowego a także terminowe udzielenie pomocy medycznej rannym i chorym.